# 평택 무성산성지
평택 무성산성지(平澤 武城山城址)는 대한민국 경기도 평택시 청북읍 옥길리와 후사리 일대에 있는 삼국 시대의 토축 산성이다. 2005년 10월 17일 경기도의 기념물 제202호로 지정되었다.
총 둘레는 547m이며, 문과 치성이 각각 2개씩 있다. 전설에 따르면 임경업 장군이 자미산성 쌓기 내기를 하며 쌓았다고 한다.

## 개요
1999년 경기도박물관 지표조사 및 2004년 단국대학교 매장문화재 연구소의 발굴결과 테뫼식산성으로 성벽은 토축, 내부 시설로 문지 등의 시설이 확인되었으며, 출토유물로는 백제 토기부터 고려시대 토기, 기와 등이 출토되었다.
고대부터 중세에 이르기까지 아산만 일대의 방어 및 통치와 관련하여 유용한 자료를 제공하여 줄 뿐만 아니라 토성축조 방식과 활용문제에 있어 직접적인 자료로서 역사적 가치가 크다.

## 참고 자료
- 평택무성산성지 - 국가유산청 국가유산포털